# مراسم چای ژاپنی

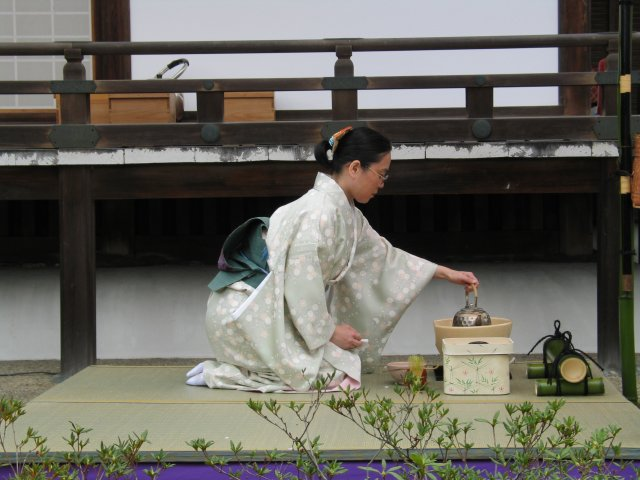
مراسم چای ژاپنی

چادو یا سادو (به ژاپنی: 茶道) یا (به انگلیسی: Japanese tea ceremony) یکی از مراسم فرهنگی مردم ژاپن است که در طی آن چای سبز طبق اصولی خاص از ماچا (پودر چای سبز) تهیه و ارائه می‌شود. شیوه‌ای که بکار می‌رود یا هنر اجرای این مراسم اوته‌مائه (به ژاپنی: お手前; お点前; 御手前) نامیده می‌شود. آیین بودایی ذن در رواج مراسم چای تأثیرگذار بوده‌است.
مراسم چای‌نوشی یا مراسم چای که از آیین‌های اصیل سنتی و از عناصر مهم فرهنگی ژاپن محسوب می‌شود، در زبان ژاپنی، «چانویو»، «چادو» یا «سادو» نامیده می‌شود. در مراسم چای، کسی که چای را آماده می‌کند «میزبان» یا «استادِ چای» خوانده می‌شود. میزبان، میهمان‌ها را به محل برگزاری مراسم که «اتاقِ چای» نامیده می‌شود و معمولاً عمارتی در داخل باغی است دعوت می‌کند. کف اتاق چای مانند خانه‌های سنتی ژاپنی، از جنس کف‌پوش حصیری «تاتامی» است. میهمان‌ها در روز مراسم، ابتدا در باغ یا در اتاق انتظاری می‌نشینند و منتظر اعلام میزبان می‌مانند. پس از پاکیزه شدنِ اتاق چای و آماده شدنِ تزئینات آن، میزبان (استاد چای) میهمانان را به داخل فرا می‌خواند. پس از آن‌که میهمانان در جای خود قرار گرفتند، نقش استاد چای به‌عنوان میزبان آغاز می‌شود تا با حرکات تمرین شده و شاعرانه خود از میهمان‌ها پذیرایی کند. میزبان آب می‌جوشاند و پودر چای سبز موسوم به «ماچّا» را در کاسه‌ای آب جوش حل می‌کند و برای این کار از فرچه‌ای چوبی ساخته شده از نی خیزران به نام «چاسن» استفاده می‌کند. وقتی چای آماده شد، در پیاله‌ای بین میهمان‌ها دست به دست می‌شود و همه اندکی از آن می‌نوشند. معمولاً شیرینی مختصری نیز به همراه چای صرف می‌شود.
دو نوع مهمانی چای به نام‌های اوچاکای (به ژاپنی: お茶会) و چاجی (به ژاپنی: 茶事) وجود دارد. در اوچاکای مهمان‌نوازی نسبتاً ساده است و شامل ارائهٔ چای رقیق است که در بعضی مواقع با یک غذای سبک همراه است. چاجی مراسم رسمی‌تری است که با غذای کامل همراه است و بدنبال آن چای غلیظ و چای رقیق ارائه می‌شود. چاجی حداقل چهار ساعت طول می‌کشد.

## برای مطالعهٔ بیشتر
اکاکورا, کاکوزو (1396). کتاب چای (مترجم: قدرت‌الله ذاکری). تهران: انتشارات پرنده. p. 116. ISBN 978-600-97891-15.
حسینی, سید آیت (1397). وابی و سابی، کلیدهایی برای فهم هنر و ادبیات ژاپن. تهران: نشر پرنده. pp. ۲۴۴ صفحه. ISBN 978-600-8955-06-1.